# Яловець (Нижньосілезьке воєводство)
Яловець (пол. Jałowiec, нім. Wingendorf) — село в Польщі, у гміні Любань Любанського повіту Нижньосілезького воєводства.
Населення — 251 особа (2011).
У 1975-1998 роках село належало до Єленьоґурського воєводства.

## Демографія
Демографічна структура станом на 31 березня 2011 року:
|          | Загалом | Допрацездатний вік | Працездатний вік | Постпрацездатний вік |
| -------- | ------- | ------------------ | ---------------- | -------------------- |
| Чоловіки | 130     | 32                 | 92               | 6                    |
| Жінки    | 121     | 19                 | 78               | 24                   |
| Разом    | 251     | 51                 | 170              | 30                   |